# Asaphocrita estriatella
Asaphocrita estriatella là một loài bướm đêm thuộc họ Blastobasidae. Loài này có ở Bắc Mỹ, bao gồm Nova Scotia, Massachusetts và Maine.